# Maďarsko na Letních olympijských hrách 1948
Maďarsko na Letních olympijských hrách v roce 1948 v Londýně reprezentovala výprava 129 sportovců (108 mužů a 21 žen) v 15 sportech.

## Medailisté
| Medaile | Jméno | Sport                | Soutěž                              |
| ------- | --- | -------------------- | ----------------------------------- |
| Zlato   | Imre Németh | Atletika             | Muži hod kladivem                   |
| Zlato   | Olga Gyarmatiová | Atletika             | Ženy skok do dálky                  |
| Zlato   | Tibor Csik | Box                  | Muži váha bantamová do 54 kg        |
| Zlato   | László Papp | Box                  | Muži váha střední do 73 kg          |
| Zlato   | Aladár Gerevich | Šerm                 | Muži šavle jednotlivci              |
| Zlato   | Tibor Berczelly Aladár Gerevich Rudolf Kárpáti Pál Kovács Bertalan Papp László Rajcsányi                                                 | Šerm                 | Družstvo mužů šavle                 |
| Zlato   | Ilona Eleková | Šerm                 | Ženy fleret jednotlivci             |
| Zlato   | Ferenc Pataki | Sportovní gymnastika | Muži prostná                        |
| Zlato   | Károly Takács | Sportovní střelba    | Muži 25 metrů rychlopalná pistole   |
| Zlato   | Gyula Bóbis | Zápas                | muži, volný styl nad 97 kg          |
| Stříbro | János Mogyorósy Klencs | Sportovní gymnastika | Muži prostná                        |
| Stříbro | Erzsébet Balázs Irén Karcsics Anna Fehér Erzsébet Köteles Olga Tass Edit Vásárhelyi Mária Kövi                                           | Sportovní gymnastika | Družstvo žen                        |
| Stříbro | Géza Kádas György Mitró Imre Nyéki Elemér Szathmáry                                                                                      | Plavání              | Muži štafeta 4 × 200 m volný způsob |
| Stříbro | Jenő Brandi Oszkár Csuvik Dezső Fábián Dezső Gyarmati Endre Győrfi Miklós Holop László Jeney Dezső Lemhényi Károly Szittya István Szivós | Vodní pólo           | Družstvo mužů                       |
| Stříbro | Miklós Szilvási | Zápas                | muži, řecko-římský do 73 kg         |
| Bronz   | József Várszegi | Atletika             | Muži hod oštěpem                    |
| Bronz   | Lajos Maszlay | Šerm                 | Muži fleret jednotlivci             |
| Bronz   | Pál Kovács | Šerm                 | Muži šavle jednotlivci              |
| Bronz   | János Mogyorósy Klencs | Sportovní gymnastika | Muži přeskok                        |
| Bronz   | Ferenc Pataki | Sportovní gymnastika | Muži přeskok                        |
| Bronz   | László Baranyai János Mogyorósy Klencs Ferenc Pataki Lajos Sántha Lajos Tóth Ferenc Várkői                                               | Sportovní gymnastika | Družstvo mužů                       |
| Bronz   | Antal Szendey Róbert Zimonyi Béla Zsitnik                                                                                                | Veslování            | Muži dvojka s kormidelníkem         |
| Bronz   | Géza Kádas | Plavání              | Muži 100 m volný způsob             |
| Bronz   | György Mitró | Plavání              | Muži 1500 m volný způsob            |
| Bronz   | Éva Novák | Plavání              | Ženy 200 m prsa                     |
| Bronz   | Ferenc Tóth | Zápas                | muži, řecko-římský do 62 kg         |
| Bronz   | Károly Ferencz | Zápas                | muži, řecko-římský do 67 kg         |